# Taufbecken (Verneuil-en-Halatte)

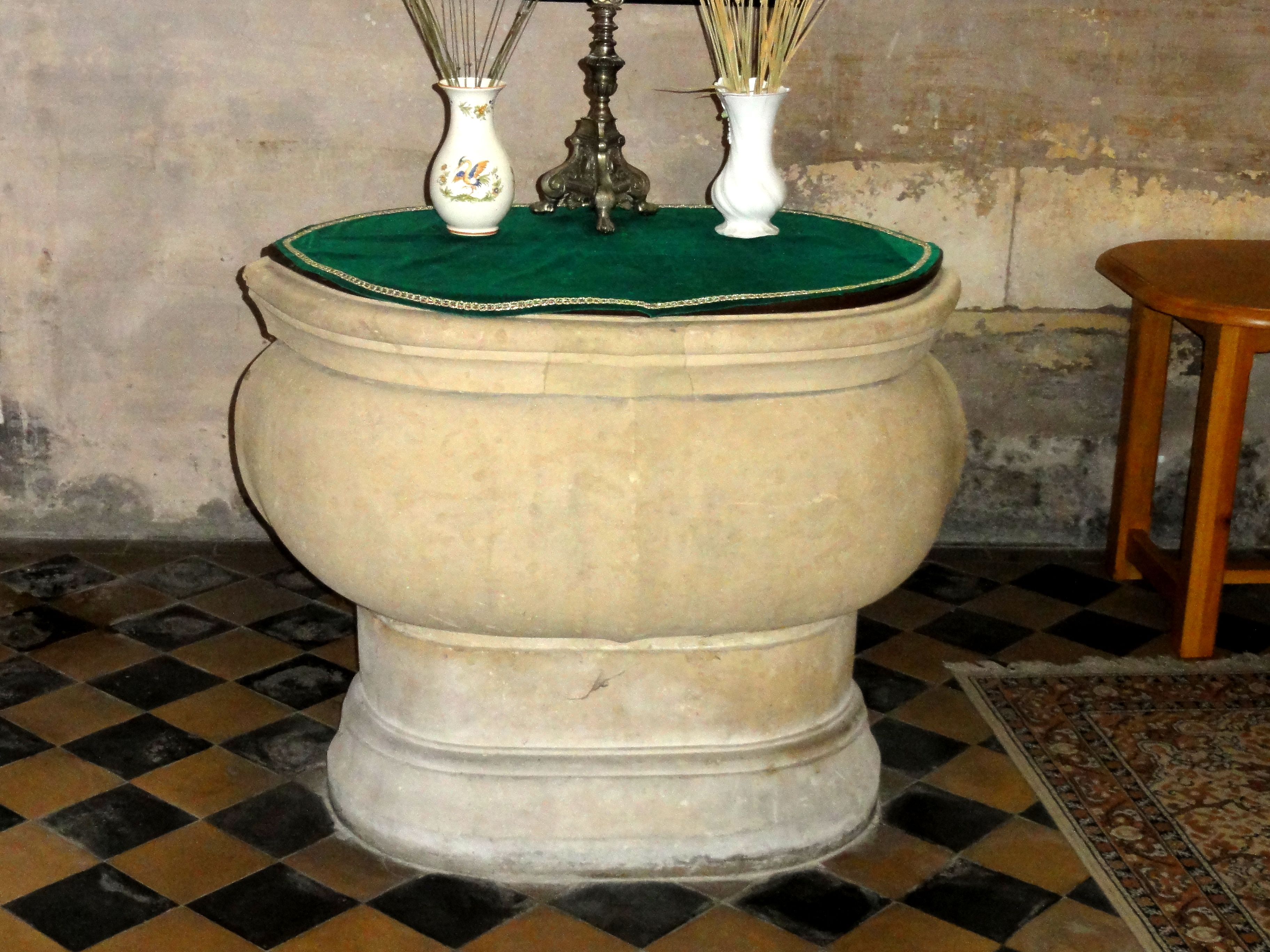
Taufbecken in Verneuil-en-Halatte

Das Taufbecken in der katholischen Pfarrkirche St-Honoré in Verneuil-en-Halatte, einer französischen Gemeinde im Département Oise in der Region Hauts-de-France, wurde im 16. Jahrhundert geschaffen. Im Jahr 1912 wurde das Taufbecken als Monument historique in die Liste der geschützten Objekte (Base Palissy) in Frankreich aufgenommen.
Das 97 cm hohe Taufbecken aus Kalkstein ist am oberen Rand profiliert und außen godroniert. Von der farbigen Fassung sind nur noch wenige Reste vorhanden.
Die Abdeckung aus Holz stammt aus neuerer Zeit.